# Beskyttet krydser
Den beskyttede krydser (Panserdækskrydseren) var en særlig type krydser. Den var afledt af panserkrydseren, men i stedet for et panser langs skibssiden blev tonnagen udnyttet til mere maskineri og en kraftig artilleribestykning.

## Forhistorien
I den britiske flådes ledelse var der ikke den store begejstring for panserkrydserne. De var næsten lige så store og dyre som slagskibene og krævede også en næsten lige så stor besætning på grund af rigningen. Man savnede en moderne pendant til de fregatter, der tidligere havde udført krydsertjeneste. Noget af løsningen lå i at gå over til stål som byggemateriale. Det betød at skroget blev lettere uden at blive svagere, og den sparede vægt kunne bruges til mere motorkraft og større beholdning af kul, så man ikke var så afhængig af rigningen. Rigningen blev af den grund gjort mindre omfattende, og kulbeholdningen blev anbragt i skibssiden, så den ydede en vis beskyttelse af skroget. De første to enheder var Iris og Mercury på 3.700 ton, påbegyndt i 1875 og indgået i den engelske flåde i 1879. De var tidens hurtigste krigsskibe, den aftalte hastighed var 17 knob, og Mercury nåede op på 18,6 knob på sit prøvetogt.
Året efter, i 1876, blev de første krydsere af Comus-klassen påbegyndt. De var bygget af stål, og havde som noget nyt et 38 mm panserdæk af stål. Imidlertid var de ni krydsere så små (2.380 t) og langsomme (ca. 13 knob), at de ikke kan betegnes som beskyttede krydsere.

## De første beskyttede krydsere
De første ægte beskyttede krydsere var den engelske Leander-klasse. De fire krydsere blev påbegyndt fra 1880 og den første blev afleveret i 1885. De lå tæt på Iris i design, men var lidt større (4.300 t), og den ekstra vægt var blandt andet brugt til et 38 mm tykt panserdæk af stål. Det, der adskilte dem fra panserkrydserne var, at der ikke var ofret tonnage på sidepanser, idet panserkrydserne havde både sidepanser og panserdæk.
Leander-klassen blev imidlertid overhalet indenom af et andet engelsk design. Industrimanden A. W. Armstrong havde længe leveret kanoner til alverdens hære, og nu gik han også ind i skibsbygning. Hans ide var, at krydsere skulle have kraftige kanoner og ikke ret meget panser, fordi det alligevel ikke beskyttede tilstrækkeligt. Den første krydser, der fulgte hans opskrift, var Esmeralda, bestilt af Chile, påbegyndt i 1881 og færdigbygget allerede i 1884. Rigningen var droppet, og den lille krydser på 2.950 ton kunne nå en hastighed på imponerende 18,2 knob. Værftet lå i Elswick ved Newcastle, og begrebet Elswick-krydsere blev snart synonymt med moderne, velarmerede skibe, og der blev bygget mange, især til de mindre sømagter, der ikke selv havde avancerede værfter.

## Krydserens udvikling til 1914
Leveringen af Esmeralda i 1884 blev startskuddet til et omfattende bygningsprogram for krydsere hos næsten alle sømagter. For en stor sømagt som England var det vigtigt at have krydsere til at beskytte de vidtstrakte søhandelsruter, og for de øvrige lande var krydseren et billigere alternativ til at bygge slagskibe, og et våben, der havde potentiale til at lamme modstanderens forsyningsruter. Den sømilitære tænkning, der lå bag satsningen på krydsere, havde sin klareste eksponent i den franske jeune ecole ("unge skole") bevægelse. Den franske flåde lå i mange år størrelsesmæssigt tæt på den engelske – senest i Napoleon den 3.'s regeringstid frem til 1870. Det landmilitære nederlag til Tyskland i 1870 var lammende for Frankrigs økonomi, og der var ikke længere råd til et våbenkapløb på slagskibe med England. I denne situation opstod jeune ecole, hvis ideologi var, at der skulle satses på mindre skibe i form af krydsere til at ødelægge Englands vidtstrakte handel, og torpedobåde (og senere undervandsbåde) til at angribe de engelske slagskibe, hvis de kom i nærheden af de franske kyster. En af fortalerne for bevægelsen var kontreadmiral Aube, og da han blev fransk marineminister i 1886, var der fri bane for at føre ideerne ud i livet. Det engelske svar på udfordringen var et omfattende byggeprogram, blandt andet i form af "Naval Defence Act", flådeloven fra 1889, der indebar konstruktionen af 70 nye krigsskibe, heraf 42 krydsere.
To våbentekniske landvindinger var med til at ændre krydserens rolle i søkrigsførelsen. Først kom udviklingen af det hurtigtskydende artilleri. Ved hjælp af bedre lukkemekanismer og ved at integrere projektil og krudtladning, blev det muligt at øge skudhastigheden med 5-6 gange på skyts med en kaliber (diameter på kanonrør) på 5-15 cm. De første krydsere med hurtigtskydende artilleri var parate omkring 1890, og allerede i krigen mellem Japan og Kina i 1894 blev det åbenbart, at sådanne krydsere kunne gøre alvorlig skade på slagskibe, især hvis der blev kæmpet på relativt tæt hold.
Næste trin var udviklingen af hærdet panser, gradvist indført fra begyndelsen af 1890'erne. Denne type panser var langt mere modstandsdygtig end forgængerne, og nu blev det muligt for slagskibene at pansre store dele af skroget med samme tonnage som hidtil. Hermed mistede krydseren sin kortvarige fordel, og den eneste måde, krydseren kunne klare sig på, var ved selv at vokse og få mere panser. Fra midten af 1890'erne blev panserkrydserne stadig større og blev til sidst til en ny skibstype, slagkrydseren, da engelske Indomitable var parat i 1908.
Sømagterne måtte se i øjnene, at de beskyttede krydsere ikke længere havde en chance mod en hurtig panserkrydser eller en slagkrydser. Der blev stadig bygget en del af dem, blandt andet til tjeneste i fjerne farvande, men til opklaringstjeneste var der brug for en endnu hurtigere krydsertype. I England blev de kaldt "Scouts", kunne nå op på 25 knob, og de første var færdige i 1905. De havde både panserdæk og sidepanser, og var altså pansrede på samme måde som panserkrydsere. Da de var både mindre og hurtigere, blev de i stedet betegnet lette krydsere.